# 向量值函数
向量值函数，有时也称为向量函数，是一个单变量或多变量的、值域是多维向量或者无穷维向量的集合的函数。向量值函数的输入可以是一个标量或者一个向量（定义域的维度可以是1或大于1）；定义域的维度不取决于值域的维度。

## 样例：螺旋

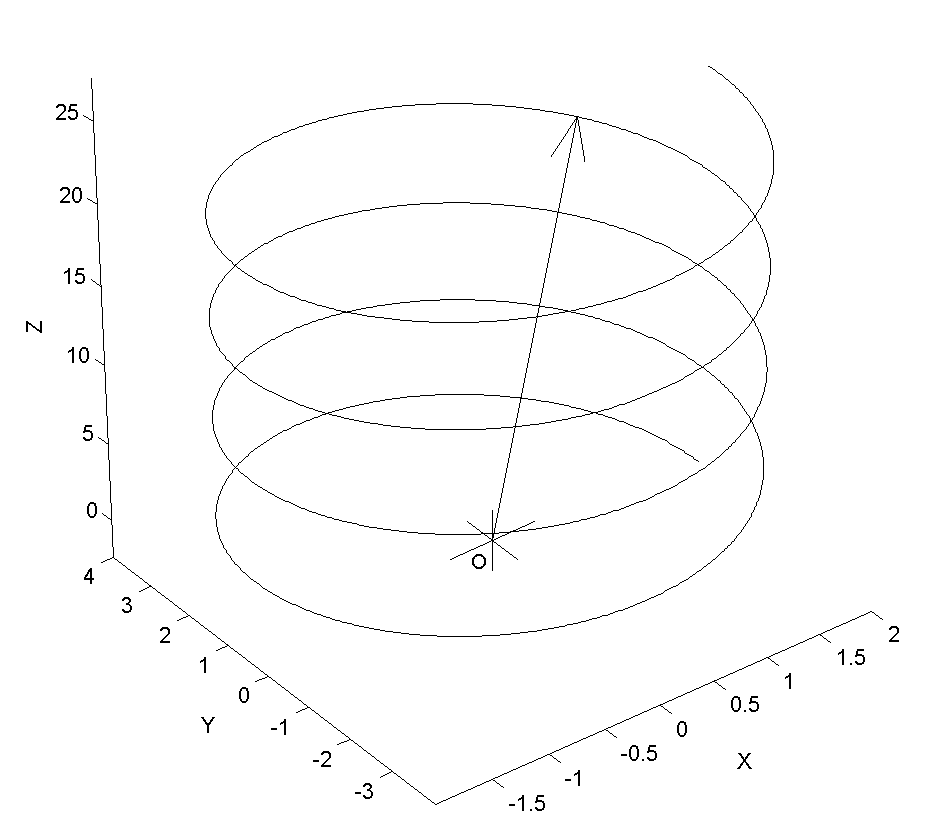
向量值函数r(t) = ⟨2 cos t, 4 sin t, t⟩的部分图像，并标记出了在t = 19.5附近时的向量函数值。

一类常见的向量值函数依赖于单个实参数t（通常表示时间），而其输出是向量 v(t)。